# کرپش
کرپش (به مجاری: Kerepes) یک شهرداری در مجارستان است که در ناحیه گودوللو واقع شده‌است. کرپش ۲۴٫۰۷ کیلومتر مربع مساحت و ۹٬۹۶۸ نفر جمعیت دارد.